# Tetania
La tetania o, nella forma normocalcemica, spasmofilia, chiamata anche ipereccitabilità neuromuscolare, è uno stato patologico che, nella sua forma manifesta, si caratterizza per la presenza di ipereccitabilità dei nervi periferici con contrazioni forzate e involontarie dei muscoli (sia dolorose sia indolori), quali crampi muscolari, spasmi, mioclonie, fascicolazioni, distonie, tremori muscolari, e talvolta leggera affaticabilità. Spesso è considerato un insieme di sintomi più che patologia a sé. Alla base del quadro morboso vi è sempre un aumento dell'eccitabilità del sistema nervoso, sia periferico sia centrale dovuto a varie cause. I sintomi possono variare da soggetto a soggetto in funzione sia del disturbo di base, sia della velocità con la quale questo si instaura.

## Etimologia
Il nome tetania deriva dalla somiglianza di alcuni sintomi con quelli del tetano. Il sinonimo più diffuso, spasmofilia, usato spesso per la tetania normocalcemica e per quella idiopatica e psicogena, significa pressappoco "affinità con lo spasmo"; in alcune lingue, come in francese, la parola spasmofilia indica invece la sindrome da iperventilazione psicogena, una possibile causa di tetania.

## Epidemiologia
Colpisce circa l'8% della popolazione, in prevalenza donne, con un rapporto di quattro a uno. La maggioranza dei casi insorge nell'infanzia o nell'adolescenza.

## Eziologia
La spasmofilia può essere definita come uno stato patologico, dovuto spesso a carenza di magnesio o di calcio, caratterizzato dall'associazione fra i segni e i sintomi dell'eccitabilità neuromuscolare e manifestazioni psicosomatiche di nevrosi.
Il deficit di magnesio è dovuto generalmente a perdita del minerale attraverso il tratto gastroenterico e il rene. Le cause più comuni di deficienza sono i disturbi gastrointestinali, i disordini renali, i disordini endocrini e metabolici e i farmaci. Il magnesio regola l'eccitabilità delle membrane nervose e muscolari, pertanto le manifestazioni cliniche da ipomagnesemia sono caratterizzate dall'ipereccitabilità neuromuscolare sotto forma di tetania latente o da spontanei spasmi carpo-podalici.
La tetania può essere dovuta a varie cause ma fisiologicamente è legata all'ipocalcemia e all'ipomagnesiemia (possibile causa dell'ipocalcemia).
Solitamente si distingue tra tetania ipocalcemica (varie condizioni, da malnutrizione a ipoparatiroidismo), tetania normocalcemica (malassorbimento congenito del calcio che è presente nel sangue) o spasmofilia e spasmofilia idiopatica (da cause non chiare o psicogene, pur avendo il calcio sempre un certo ruolo in queste ultime). Le tre forme possono anche coesistere in una sindrome multifattoriale.

### Spasmofilia o tetania normocalcemica
In questo caso il livello di calcio ematico appare quasi sempre assolutamente normale. Secondo alcuni studi chi ha la spasmofilia o tetania normocalcemica, in apparenza senza altra causa e come patologia cronica, avrebbe però disfunzioni congenite nella morfologia e nel metabolismo cellulare che determinano un malassorbimento.
Pur trattandosi di una sindrome poco conosciuta, sembrerebbe che le cellule con canali del calcio e/o forse del sodio e potassio della persona spasmofilica abbiano una membrana più spessa e meno permeabile agli elettroliti (la carenza di magnesio aumenta inoltre il malassorbimento, anche se apparentemente può non esserci ipomagnesiemia), trattandosi quindi di una forma di canalopatia miotonica congenita o di una miopatia endocrina legata ai canali ionici, come accade forse anche nella simile sindrome da crampi e fascicolazioni. La conseguenza è che le sostanze nutritive, anche se assunte in quantità sufficiente, non riescono a essere assorbite interamente, permanendo un costante stato di carenza e scarsità a livello muscolare, in particolare di calcio e magnesio, presenti nel sangue ma male assorbiti. Spesso insorge durante l'infanzia o l'adolescenza ed è probabile che questa sindrome (che resta comunque non degenerativa) abbia un'origine genetica e famigliare, oppure autoimmune in persone predisposte geneticamente.

### Tetania da ipocalcemia
È verosimilmente la forma più frequente di tetania. Molte delle cause sopra citate determinano una tetania secondaria a uno stato di ipocalcemia. Si deve pertanto considerare che quest'ultima può essere conseguenza di più fenomeni (per es. metabolici e ormonali). Si parla in questo caso di "tetania ipocalcemica".
La tetania presente nei soggetti con alcalosi è invece secondaria a una diminuzione della frazione ionizzata del calcio plasmatico, pur in assenza di ipocalcemia marcata.
L'insufficienza renale, le alterazioni della vitamina D e molti dei farmaci citati sono anche causa di ipocalcemia.
Spesso è la mancanza di calcio disponibile nelle cellule a causare la tetania. Un livello basso di calcio nel plasma aumenta la permeabilità delle membrane delle cellule neurali agli ioni di sodio, causando una progressiva depolarizzazione. Ciò si verifica perché gli ioni del calcio interagiscono con la superficie esterna dei canali del sodio nella membrana plasmatica delle cellule nervose. Quando gli ioni di calcio sono assenti il livello di tensione necessario per aprire i canali di sodio è significativamente alterato (è richiesta meno eccitazione). Se lo ione Ca++ nel plasma scende sotto il 50% del livello normale (9,4 mg/dL), aumenta la facilità con cui possono avvenire i potenziali d'azione, causando la contrazione dei muscoli scheletrici periferici.

#### Ipoparatiroidismo
L'ipocalcemia può essere congenita o conseguenza di una delle diverse cause citate come ad esempio un malfunzionamento delle ghiandole paratiroidi (o della loro assenza, in genere a seguito di un intervento di tiroidectomia). Le paratiroidi sono infatti fondamentali nel meccanismo ormonale di controllo della quantità di calcio disponibile nell'organismo (omeostasi del calcio). Si parla in questo caso di tetania paratiroideopriva. L'ipoparatiroidismo vero e proprio è condizione non frequente in cui le ghiandole paratiroidee non secernono il paratormone, ed è una causa di spasmofilia, provocando ipocalcemia, ipomagnesiemia, iperfosforemia e carenza di vitamina D2 e vitamina D3 (la somministrazione di calcio, magnesio, fosfato e vitamine del gruppo D è la cura standard per l'ipoparatiroidismo).

### Altre cause note
- Sindrome da iperventilazione (iperventilazione psicogena da ansia) con ipocapnia, ipossia e ipossemia, che causano alcalosi respiratoria; il calcio ematico diminuisce temporaneamente (assieme al magnesio e al potassio) legandosi alle proteine, provocando la mancanza di assorbimento[17]
- Carenza di vitamina B (correlata alla mancanza di calcio)
- Allergia e problemi respiratori (sinusite, rinite, asma, ecc.) causa di ipossiemia da ipossia e iperventilazione[18][19]
- Alcalosi[20]
- Eccesso di fosfato[21][22][23][24]
- Malnutrizione
- Farmaci e sostanze
  - Citotossici[25][26][27] (es. cisplatino)
  - Calcitonina
  - Difenilidantoina
  - Etanolo[28]
  - Agenti chelanti (EDTA, citrato)[29]
  - Mitramicina
  - Aminoglicosidi:[30][31] gentamicina,[32] amikacina[33]
  - Glucagone
- Pancreatite acuta
- Alcolismo[28]
- Gravidanza
- Allattamento al seno
- Osteomalacia[34]
- Alterato assorbimento intestinale di calcio (sprue, celiachia,[35][36] mucoviscidosi, gastrectomia[37][38] e resezioni intestinali)[39]
- Alterato metabolismo della vitamina D[40][41]
- Insufficienza renale acuta o cronica

## Classificazione
Dal punto di vista clinico è possibile distinguere:
- Tetania latente: richiede test provocativi per essere evidenziata, mancando una sintomatologia spontanea.
- Tetania franca: conclamata, caratterizzata da sintomi spontanei e in particolare da spasmi muscolari tonici o tonico-clonici.

Dal punto di vista eziopatogenetico distinguiamo:
- Forme associate ad alterazioni del metabolismo calciofosforico
- Forme meno strettamente legate ad alterazioni del metabolismo calciofosforico.

## Sintomi e segni
I segni e i sintomi che si verificano con maggiore frequenza in corso di tetania sono diversi.
Le crisi tetaniche vere si verificano solo nel 20-30% dei soggetti, mentre l'ipereccitabilità neuromuscolare si manifesta in genere sotto forma di parestesie, prevalentemente peribuccali, e di mioclonie della muscolatura palpebrale. Il paziente presenta astenia, artromialgie diffuse, spesso associate a contrattura della muscolatura paravertebrale, cefalea muscolo-tensiva, crisi lipotimiche e le vertigini soggettive. Il paziente può avere anche crisi tachiaritmiche, costrizione toracica, bolo faringeo, dispepsia, pollachiuria, nicturia, riduzione della libido e dismenorrea del sesso femminile, una maggiore incidenza del prolasso mitralico nei pazienti spasmofilici.
Le caratteristiche psichiche di tali pazienti sono quelle di individui affetti da sindrome ansioso-depressiva, talvolta complicata da evidenti crisi fobico-ossessive, a causa di anomalie varie o di carenza di magnesio e calcio. Il paziente non presenta anomalie fisiche visibili dei vari organi e apparati, con l'eccezione di un fluttuante ipertono muscolare.
Il laringospasmo (da non confondere con lo spasmo dei muscoli esterni del collo in vicinanza della trachea) è raro e può essere anche doloroso e causare tosse secca "abbaiante" e raucedine, ma non impedisce a lungo il respiro nella maggioranza dei pazienti; in alcuni può essere pericoloso per il possibile soffocamento, se in concomitanza con altri problemi.

### Sintomi comuni
- Spasmi frequenti in ogni parte del corpo (sia a riposo sia dopo sforzo); frequenti contrazioni alle dita di mani o piedi, alla muscolatura facciale (smorfie, corrugamento della fronte, labbra protruse, sguardo fisso)
- Dolore addominale e/o crampi addominali (spasmo della muscolatura liscia dell'intestino tenue)
- Disfagia (spasmo della muscolatura liscia dell'esofago) e bolo faringeo
- Dolore muscolare e/o crampi della muscolatura degli arti (artralgia e mialgia)
- Diarrea cronica o persistente o altri problemi intestinali
- Fascicolazioni e mioclono
- Dispnea (spasmo della muscolatura bronchiale)
- Alterazioni del livello di coscienza
- Dispepsia
- Tremore
- Letargia o insonnia
- Nistagmo
- Astenia
- Intorpidimento
- Pollachiuria (stimolo a urinare in piccole quantità)
- Nicturia (stimolo a urinare durante le ore notturne)
- Sensazioni insolite alle mani e ai piedi
- Parestesie diffuse (labbra, mani, piedi)
- Tachipnea (respirazione rapida)
- Dispnea o mancanza di respiro
- Cefalea più o meno marcata
- Improvvise difficoltà mnemoniche (amnesia parziale transitoria)
- Repentine difficoltà di pensiero
- Imprevisto disagio nel parlare (afasia parziale temporanea)
- Difficoltà nella comprensione della scrittura (dislessia fluttuante)
- Debolezza o intorpidimento su un lato del corpo
- Alterazione transitoria della capacità visiva (diplopia, offuscamento, appannamento visivo)
- Stridore laringeo (spasmo dei muscoli laringei e talvolta paresi delle corde vocali)
- Tono muscolare aumentato (ipertonia)
- Paresi transitoria con spasticità
- Unghie e smalto fragili[4]

### Sintomi più gravi e meno frequenti
- Incapacità a leggere (dislessia grave acquisita)
- Perdita nella coordinazione muscolare (atassia)
- Difficoltà di parola e linguaggio (afasia totale e disartria)
- Spasmi evidenti e crisi pseudotetaniche

## Diagnosi
La diagnosi si basa su un'adeguata raccolta anamnestica e su un'accurata valutazione clinica.
In casi particolari può rendersi necessario prescrivere un dosaggio del calcio ionizzato, esame tecnicamente difficile da effettuarsi sia per la complessità del prelievo sia del dosaggio. La tetania normocalcemica risulta una sindrome sfuggente, con poca repertazione clinica e nessun esame specifico a livello muscolare.

### Analisi dei segni
In molti pazienti è possibile evocare alcuni segni e sintomi che mettono in evidenza una tetania latente.
Tuttavia, la positività dei segni di Chovstek e di Trousseau non è costante (specie nella tetania idiopatica e franca), difatti risultano positivi nel 50-80% dei casi.

#### Segno di Chvostek
Tra questi merita menzione il segno di Chvostek, che consiste in una contrazione involontaria dei muscoli facciali e viene evidenziato esercitando una leggera e ripetuta percussione sul nervo facciale alla sua uscita dalla ghiandola parotide, appena anteriormente rispetto al meato acustico esterno. Il segno di Chvostek nei soggetti con tetania è frequente ma non specifico, essendo presente in una quota che può arrivare tra il 10% e il 25% degli adulti in buona salute. Inoltre circa il 30% dei soggetti con ipocalcemia dimostrata da dati di laboratorio non manifesta il segno. La combinazione di scarsa sensibilità e specificità ha portato a dubitare della sua reale utilità clinica come dato semeiologico.

#### Segno di Trousseau

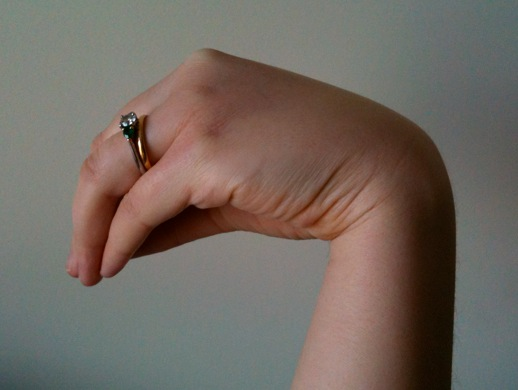
Una mano contratta in modo simile a quanto accade nel segno di Trousseau

Altro segno evocatore è il segno di Trousseau. Questo consiste in uno spasmo carpo-podalico che si verifica dopo pochi minuti dal gonfiaggio del bracciale di uno sfigmomanometro a una pressione superiore a quella sistolica. L'occlusione dell'arteria brachiale causa flessione del polso e delle articolazioni metacarpo-falangee, iperestensione delle dita e flessione in abduzione del pollice sul palmo, producendo la caratteristica postura conosciuta con il nome di mano a ostetrico. Il segno di Trousseau viene considerato più sensibile e specifico rispetto all'analogo segno di Chvostek nei soggetti con tetania ipocalcemica.

#### Prova del laccio in iperpnea
Se sottoposto il braccio a ischemia transitoria con sfigmomanometro il pollice della mano può divenire dolente subito dopo, come nella sindrome di De Quervain, e mostrare talvolta spasmi e mioclonie indotte; si tratta della cosiddetta prova del laccio in iperpnea: dopo applicato il bracciale dello sfigmomanometro per il segno di Trousseau, e dopo che il paziente ha respirato profondamente e ripetutamente, si verifica una crisi tetanica completa o parziale nel braccio sottoposto alla prova. Questo segno può essere positivo anche con altri segni ed esami negativi. L'elettromiografia di base risulta in genere negativa, mentre il tracciato mette in evidenza doppiette, triplette e multitriplette, se l'esame viene eseguito in corso di ischemia meccanica o in corso di iperventilazione. Alcuni pazienti si possono giovare dell'esecuzione di un'elettromiografia dopo lo stimolo ischemico e registrazione con elettrodi di superficie sul muscolo opponente del pollice. Con questa prova si posiziona un bracciale da sfigmomanometro sul braccio del paziente e si applica una pressione superiore di circa 20 mm di mercurio rispetto alla pressione sistolica (la pressione arteriosa massima) registrando l'attività spontanea per dieci minuti durante l'ischemia, dopo l'ischemia e successivamente chiedendo al soggetto uno sforzo che porti a iperpnea per almeno tre minuti. Classicamente compaiono mioclonie, miochimie o fascicolazioni.

### Esami di laboratorio
Gli esami di laboratorio appaiono normali anche se possono rilevarsi riduzioni di magnesio e calcio ionizzato.

### Diagnosi differenziale
La diagnosi differenziale della spasmofilia va effettuata soprattutto escludendo le altre patologie derivate da ipocalcemia e/o ipomagnesemia, la fibromialgia (che una parte dei pazienti spasmofili può sviluppare in seguito) e la sindrome da fatica cronica, oltre che la sclerosi multipla e il tetano.

## Trattamento
Il trattamento è ancora incerto ma sicuramente si basa sull'uso concomitante di integratori di calcio, vitamina D, magnesio e miorilassanti; è consigliabile un consulto con un nutrizionista.
La terapia perlopiù si avvale della somministrazione per via orale di sali di magnesio, in particolare aspartato o pidolato, più facilmente assorbibili rispetto al cloruro di magnesio. La dose giornaliera dello ione si aggira intorno ai 300 mg/die, meglio se in più somministrazioni. Gli antidepressivi triciclici e le benzodiazepine non risultano efficaci nella spasmofilia, anzi tendono ad aumentare l'astenia e la facile esauribilità muscolare.
La terapia per la spasmofilia idiopatica si basa principalmente sull'assunzione di alfacalcidolo, carbonato di calcio, magnesio, protratta per mesi. Si possono associare miorilassanti e ansiolitici. Alcuni pazienti traggono giovamento dall'integrazione alimentare di vitamina B6 (almeno 100 mg al giorno), vitamina D (circa 200/400 U.I. al giorno), fosforo e fluoro (una dose ogni 7 giorni). Anche alcuni oligoelementi sono risultati efficaci soprattutto quelli costituiti da una miscela di oxiprolinati composta da magnesio 20 mL, manganese 10 mL, cobalto 10 mL, pidobase 10 mL, di cui assumere da 1 a 3 misurini al giorno. Non sempre è necessaria l'integrazione con tutte le sostanze, è meglio iniziare gradualmente la terapia con l'assunzione di un preparato a dosaggio basso e crescere poi lentamente con le dosi.